# سیارک ۱۲۱۷۲
سیارک ۱۲۱۷۲ (به انگلیسی: 12172 Niekdekort، نامگذاری:2390T-3)۱۲۱۷۲مین سیارک کشف شده‌است که در ۱۶ اکتبر ۱۹۷۷ کشف شد.